# 舒氏江魟
舒氏江魟（學名：Potamotrygon schuhmacheri），又稱金帝王魟，為軟骨魚綱板鰓亞綱江魟科的其中一種，分布於南美洲阿根廷巴拉圭河、巴拉那河流域，本魚體呈圓盤狀，背部隆起，體金黃色，體密布黑色雲紋斑，尾巴肌肉發達且粗，基部佈滿短刺，末端有毒刺，體長可達25公分，棲息在河川底部，屬肉食性，以軟體動物、甲殼類、水生昆蟲及魚類為食，可做為觀賞魚，目前有人工養殖。